# Nudaria alpina
Nudaria alpina là một loài bướm đêm thuộc phân họ Arctiinae, họ Erebidae.